# Лесные пожары в Греции (2023)
Лесные пожары в Греции 2023 года — многочисленные длительные лесные пожары в Греции, начавшиеся в 17 июле 2023 года. В результате этой природной катастрофы 28 человек погибли и более 20 пострадали, свыше 80 первоначальных очагов зарегистрированы в десятках областей различных регионов Греции, с аномальными температурами воздуха, достигающими 41,0 °C (105.8 °F) и 45,0 °C (113.0 °F) на острове Родос. Согласно прогнозам текущая волна жаркого воздуха ожидается длительностью 16-17 суток и может стать самой продолжительной за всю историю наблюдений, превосходя по длительности аномалию 1987 года. Предполагается что июль 2023 года станет самым жарким за более чем 50 лет наблюдений. Несмотря на это, по утверждению греческих властей, основной причиной пожаров являются поджоги, но не климатический фактор.
Следуя за несколькими волнами жаркого воздуха и возгораний по всей Европе, лесные пожары в Греции начались с 17 июля 2023 года. Правительство Греции организовало подразделение по управлению кризисом (Crisis Management Unit) для контроля ситуации. 18 июля начались длящиеся по сей день пожары на острове Родос, что привело к экстренной эвакуации четырёх населённых пунктов, в том числе и два морских курорта. Около 2 000 человек, включая туристов, были успешно эвакуированы по морю, что составляет около 10 % туристического жилья, согласно информации департамента по борьбе с пожарами.
По состоянию на 30 июля появились признаки уменьшения площади лесных пожаров, однако пожарные продолжают бороться со стихией, занимаясь тушением отдельных возгораний по всей стране.

## Ситуация по регионам

### Аттика
17 июля три сильных лесных пожара возникли на территории региона Аттика в Каливии, Лутракионе и Дервенохории. По распоряжению греческих властей были эвакуированы жители южных Афин. Из-за сильного ветра 20 июля лесные пожары в районе Афин возобновились, мероприятия по эвакуации были усилены

### Корфу
23 июля массовая эвакуация была объявлена на Корфу вслед за возникновением мощных пожаров на острове.
Населению Rou, Катаколон, Kentroma, Tritsi, Kokokila, Sarakiniatika, Plagia, Kalami, Vlachatika и Kavalerena было рекомендовано эвакуироваться в Ипсос, жителям Viglatouri и Nisaki — в Барбати.

### Эвбея
В Каристосе пламя горящих лесов достигало 20 м. в высоту и мэр запросил усиленные меры по пожаротушению с применением воздушной техники. Один человек скончался от остановки сердца в результате лесных пожаров на острове Эвбея. 25 июля самолёт-амфибия Canadair CL-215 потерпел крушение в Каристосе, в результате аварии оба пилота погибли — аналогичный инцидент произошёл около 15 лет назад практически в том же месте при тех же обстоятельствах. Позднее, в этот же день в труднодоступной местности около деревни Platanistos около Каристоса было обнаружено обуглившееся тело 41-летнего пастуха.

### Магнисия
Два очага возгорания появились 26 июля в районе Магнисии, в городке Алмирос и около Велестинона. Огонь достиг национального аэропорта города Новый Анхилаос и промышленной зоны Волоса. Большое количество истребителей F16 было вынуждено передислоцироваться с военной базы в Новом Анхилаосе на аэродром около Ларисы для соблюдения требований безопасности. Пожар также перекинулся на склад боеприпасов, где произошло несколько взрывов, ставших причиной эвакуации местного населения.

### Родос
Остров Родос существенно пострадал от лесных пожаров, в результате которых около 19 000 человек были эвакуированы морским и наземным способом Уведомление о чрезвычайной ситуации было направлено жителям острова чтобы предупредить их о пожарах и эвакуации.
По утверждению пожарного департамента Родоса, пожары вызвали «самую крупную операцию по эвакуации» на острове, были задействованы 10 самолётов и 8 вертолётов, предназначенные для пожаротушения, более 260 пожарных, 49 пожарных машин и сотни волонтёров боролись с огнём.
23 июля было объявлено что ещё 1 200 человек подлежат эвакуации из деревень Pefki, Lindos и Kalathos Авиарейсы британского лоукостера Jet2.com на Родос отменены до 30 июля 2023 года, британской чартерной компании TUI Airways — до 26 июля.

## Международная помощь
Европейский Союз объявил, что более 450 пожарных и 7 самолётов будут задействованы для помощи Греции в борьбе с пожарами, 81 пожарный, 26 автомобилей и 3 самолёта будут направлены на остров Родос.
23 июля в связи с пожарами на Родосе правительство Великобритании объявило, что организует в аэропорту Диагорас группу быстрого реагирования для оказания помощи гражданам Великобритании, находящимся на острове.

### Болгария
Болгария направила 70 пожарных и 14 единиц транспортных средств для помощи Греции.

### Хорватия
Хорватия предоставила пожарный самолёт как часть заявленной помощи Европейского Союза.

### Египет
Два пожарных вертолёта направлены из Египта.

### Франция
Два пожарных самолёта предоставлены Францией.

### Израиль
Израиль направил два пожарных самолёта для тушения пожаров.

### Италия
Два пожарных самолёта предоставлены Италией.

### Иордания
Иордания направила Греции четыре пожарных вертолёта

### Мальта
От Мальты в Грецию направлены 20 пожарных This was the first time that Malta had sent firefighters abroad.

### Польша
Польша направила 149 пожарных специалистов и 49 пожарных автомобилей.

### Румыния
В тушении пожаров приняли участие 130 пожарных из Румынии, также предоставлены 25 пожарных автомобилей.

### Сербия
Сербия направила 38 пожарных и 14 единиц транспортных средств.

### Словакия
31 пожарный и 15 пожарных автомобилей предоставлены Словакией.

### Турция
Два пожарных самолёта и один вертолёт направлены Турцией по запросу Президента. 

### Официальная реакция
Премьер-министр Греции Кириакос Мицотакис поблагодарил европейские структуры обеспечения гражданской безопасности за помощь в урегулировании ситуации

## Галерея

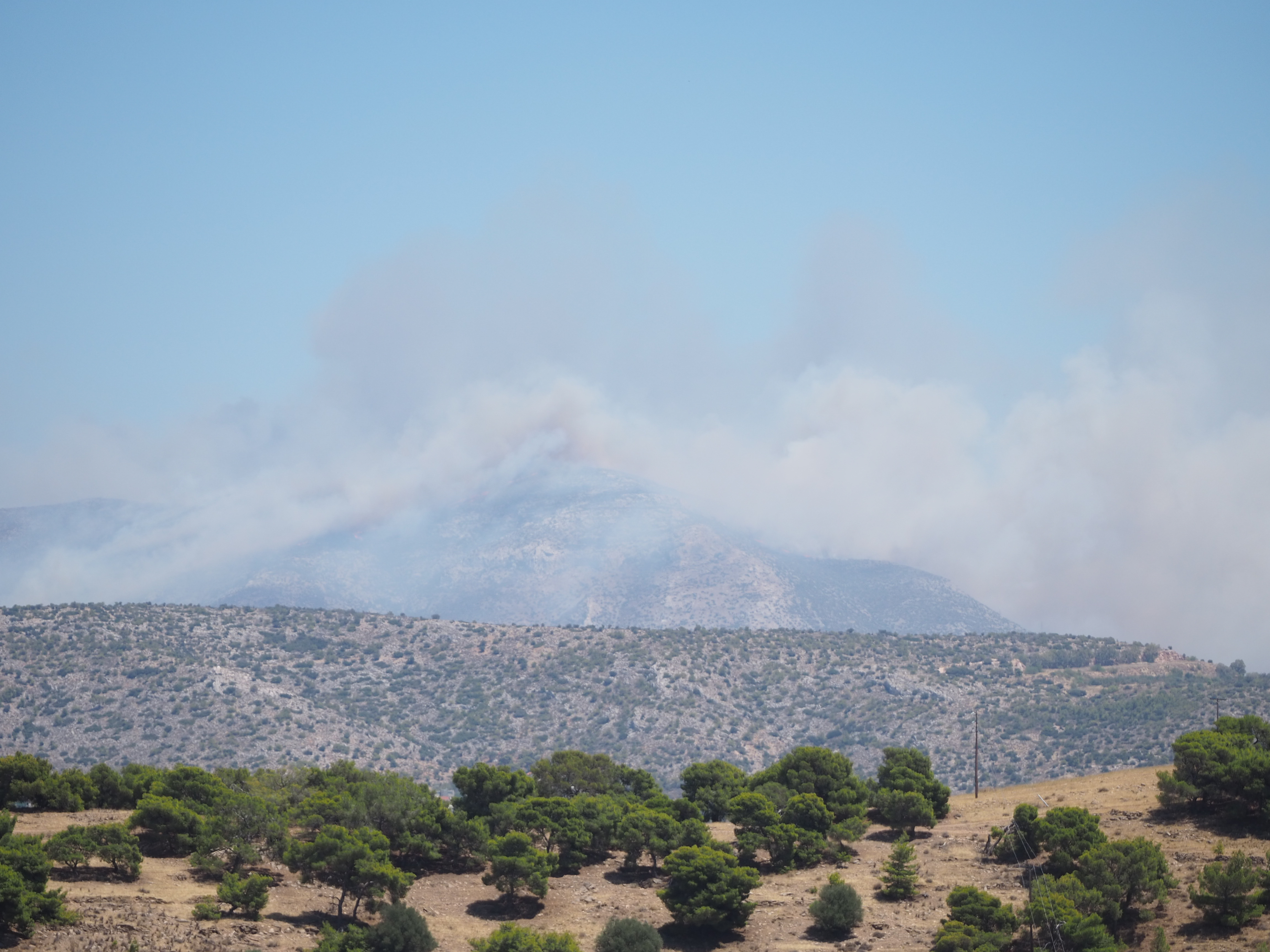
Лесной пожар на горе Paneion, южная Аттика 17 июля 2023.
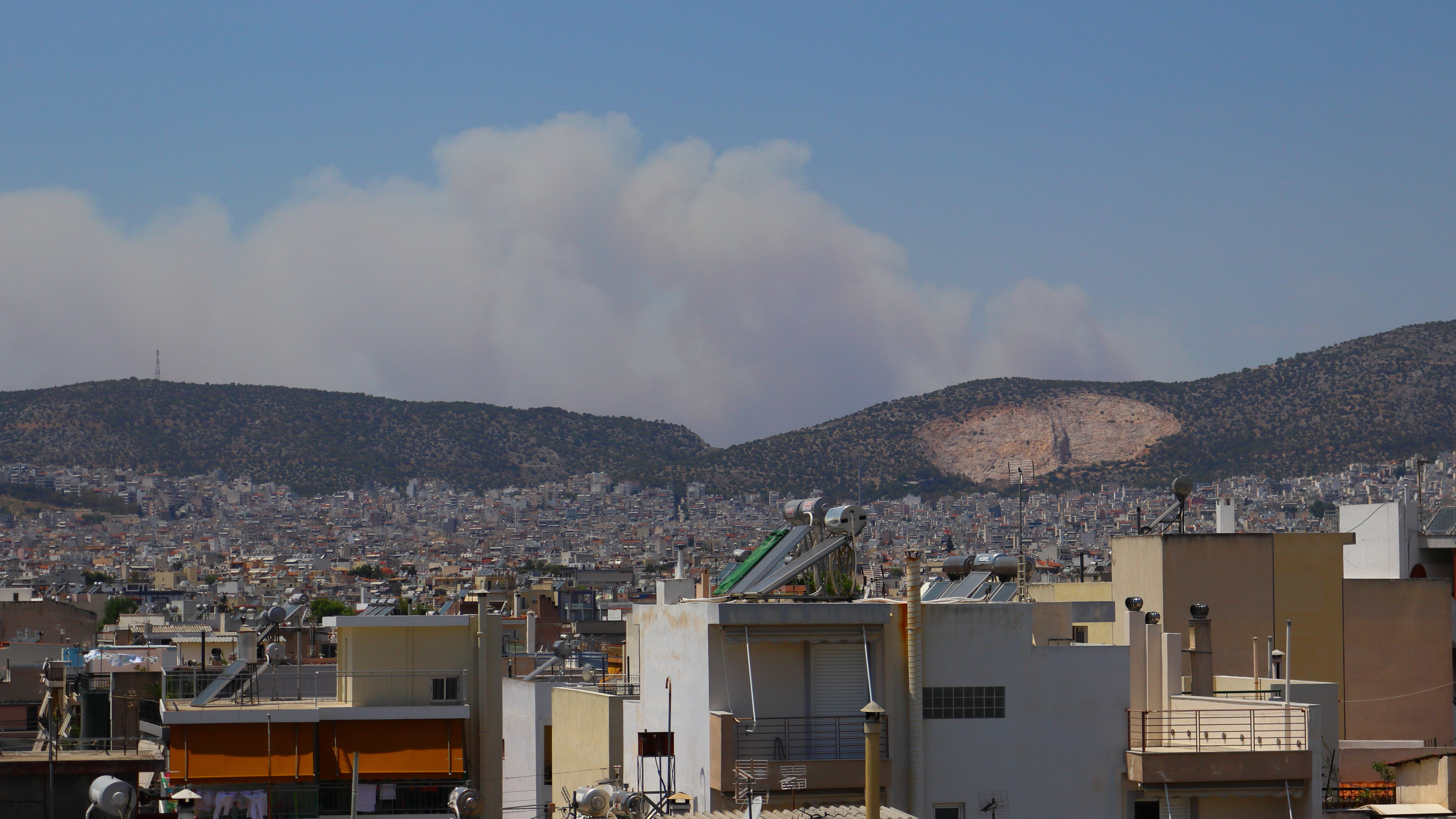
Дым от лесных пожаров в Дервенохории, снятый в Илионе в 14:20 по местному времени 18 июля 2023.

## Связанные материалы
- Лесные пожары в Греции (2007)
- Лесные пожары в Аттике (2018)
- Лесные пожары в Греции (2021)
- Лесные пожары в Турции (2021)